# Marc van Hintum
Marinus (Marc) Gerardus Adrianus van Hintum (Oss, 22 juni 1967) is een Nederlands voormalig voetballer en huidig voetbalbestuurder. Hij heeft gespeeld bij achtereenvolgens Helmond Sport, RKC, Willem II, Vitesse, Hannover 96 en wederom RKC Waalwijk. In 2005 beëindigde Van Hintum zijn spelersloopbaan.

## Biografie

### Carrière als voetballer
Als jeugdspeler kwam hij uit voor vier clubs uit zijn geboortestad: RKSV Cito, SV Ruwaard, TOP en RKSV Margriet. In 1987 ging hij naar Helmond Sport waar hij op 15 augustus 1987 zijn profdebuut maakte in een uitwedstrijd bij MVV (0-0). Een jaar later maakte de Ossenaar de overstap van de Brabantse eerstedivisionist naar provinciegenoot RKC. Op 21 augustus 1988 maakte hij daar zijn Eredivisie-debuut in een met 4-2 gewonnen thuiswedstrijd tegen FC Volendam. In de zomer van 1992 verruilde hij na vier seizoenen Waalwijk voor het naburige Willem II. Na vijf jaar in Tilburg tekende Van Hintum voor het eerst in zijn carrière een contract bij een niet-Brabantse club: Vitesse. Door zijn rol als aanvoerder droeg de linkervleugelverdediger daar sterk bij aan de sportieve successen van de Arnhemmers, die eind jaren '90 steevast in de top 5 van de Eredivisie eindigden, en groeide er uit tot een publiekslieveling. Halverwege het seizoen 2001/02 maakte de bijna 35-jarige Van Hintum na viereneenhalf jaar Vitesse een transfer naar het buitenland. Hij promoveerde met Hannover 96 in 2002 naar de Bundesliga en keerde een jaar later terug naar Nederland waar hij in 2005 zijn carrière afsloot bij RKC Waalwijk.

#### Clubstatistieken
| Seizoen | Club          | Land      | Competitie     | Duels | Goals |
| ------- | ------------- | --------- | -------------- | ----- | ----- |
| 1987/88 | Helmond Sport | Nederland | Eerste divisie | 30    | 1     |
| 1988/89 | RKC           | Nederland | Eredivisie     | 21    | 1     |
| 1989/90 | RKC           | Nederland | Eredivisie     | 32    | 4     |
| 1990/91 | RKC           | Nederland | Eredivisie     | 32    | 3     |
| 1991/92 | RKC           | Nederland | Eredivisie     | 33    | 2     |
| 1992/93 | Willem II     | Nederland | Eredivisie     | 27    | 2     |
| 1993/94 | Willem II     | Nederland | Eredivisie     | 26    | 6     |
| 1994/95 | Willem II     | Nederland | Eredivisie     | 9     | 3     |
| 1995/96 | Willem II     | Nederland | Eredivisie     | 4     | 1     |
| 1996/97 | Willem II     | Nederland | Eredivisie     | 30    | 7     |
| 1997/98 | Vitesse       | Nederland | Eredivisie     | 28    | 0     |
| 1998/99 | Vitesse       | Nederland | Eredivisie     | 29    | 2     |
| 1999/00 | Vitesse       | Nederland | Eredivisie     | 31    | 1     |
| 2000/01 | Vitesse       | Nederland | Eredivisie     | 27    | 0     |
| 2001/02 | Vitesse       | Nederland | Eredivisie     | 11    | 0     |
| 2001/02 | Hannover 96   | Duitsland | 2. Bundesliga  | 7     | 0     |
| 2002/03 | Hannover 96   | Duitsland | Bundesliga     | 10    | 0     |
| 2003/04 | RKC Waalwijk  | Nederland | Eredivisie     | 21    | 0     |
| 2004/05 | RKC Waalwijk  | Nederland | Eredivisie     | 25    | 0     |
| Totaal  | Totaal        | Totaal    | Totaal         | 433   | 33    |

### Interlandcarrière
Op 18 november 1998 maakte Van Hintum onder bondscoach Frank Rijkaard zijn debuut in een vriendschappelijke interland in Gelsenkirchen tegen Duitsland (1-1). Hij kwam tussen 1998 en 2001 in totaal acht keer in actie voor Oranje. Daarbij ging het uitsluitend om vriendschappelijke wedstrijden.

#### Interlandstatistieken
| Interlands van Marc van Hintum voor Nederland | Interlands van Marc van Hintum voor Nederland | Interlands van Marc van Hintum voor Nederland | Interlands van Marc van Hintum voor Nederland | Interlands van Marc van Hintum voor Nederland | Interlands van Marc van Hintum voor Nederland |
| №                                             | Datum                                         | Wedstrijd                                     | Uitslag                                       | Competitie                                    | Goals                                         |
| Als speler van Vitesse                        | Als speler van Vitesse                        | Als speler van Vitesse                        | Als speler van Vitesse                        | Als speler van Vitesse                        | Als speler van Vitesse                        |
| --------------------------------------------- | --------------------------------------------- | --------------------------------------------- | --------------------------------------------- | --------------------------------------------- | --------------------------------------------- |
| 1                                             | 18 november 1998                              | Duitsland – Nederland                         | 1 – 1                                         | Vriendschappelijk                             | 0                                             |
| 2                                             | 10 februari 1999                              | Portugal – Nederland                          | 0 – 0                                         | Vriendschappelijk                             | 0                                             |
| 3                                             | 31 maart 1999                                 | Nederland – Argentinië                        | 1 – 1                                         | Vriendschappelijk                             | 0                                             |
| 4                                             | 28 april 1999                                 | Nederland – Marokko                           | 1 – 2                                         | Vriendschappelijk                             | 0                                             |
| 5                                             | 8 juni 1999                                   | Brazilië – Nederland                          | 3 – 1                                         | Vriendschappelijk                             | 0                                             |
| 6                                             | 9 oktober 1999                                | Nederland – Brazilië                          | 2 – 2                                         | Vriendschappelijk                             | 0                                             |
| 7                                             | 13 november 1999                              | Nederland – Tsjechië                          | 1 – 1                                         | Vriendschappelijk                             | 0                                             |
| 8                                             | 28 februari 2001                              | Nederland – Turkije                           | 0 – 0                                         | EK-kwalificatie                               | 0                                             |

### Carrière als bestuurder
Direct na afloop van zijn loopbaan als actieve speler trad Van Hintum in dienst van de VVCS als spelersbegeleider. Per 1 februari 2008 trad hij als technisch manager in dienst bij Vitesse. Deze functie vervulde hij tot aan het eind van het seizoen 2009/2010. Een half jaar later ging hij aan de slag als assistent-trainer van Theo Bos bij Polonia Warschau. Na twee maanden kon Bos alweer inrukken als hoofdcoach, voor Van Hintum betekende dit ook het einde van het Poolse avontuur. In april 2011 tekende hij een contract als technisch directeur bij Willem II. Na twee seizoenen in Tilburg, werd zijn functie opgeheven bij de club.
In 2014 keerde Van Hintum terug in dienst bij Vitesse als hoofd scouting. Na het directe vertrek van technisch directeur Mohammed Allach in 2017, nam Van Hintum tijdelijk de taken van hem over. De raad van commissarissen sprak met verschillende kandidaten, maar die werden uiteindelijk allen niet geschikt bevonden voor de functie. Hierdoor werd de tijdelijke aanstelling van Van Hintum als technisch directeur verlengd tot het einde van het seizoen 2018/2019. In 2019 keerde Allach weer terug bij Vitesse als technisch directeur. Van Hintum keerde weer terug naar zijn oude functie als hoofdscout. In december 2020 werd hij ontslagen, omdat Vitesse een nieuwe koers in wilde gaan en daar was voor hem geen plaats.
Eind mei 2021 maakte het naar de Eerste divisie gedegradeerde VVV-Venlo bekend met ingang van 1 juni 2021 een tweejarige verbintenis te zijn overeengekomen met Van Hintum in de functie van scout. In december 2022 verlengde Van Hintum zijn contract waardoor hij tot 1 september 2025 aan de club is verbonden als Hoofd Scouting. Na het plotselinge vertrek van VVV's technisch manager Willem Janssen nam Van Hintum per 1 juli 2023 diens taken ad interim over.

## Erelijst
Hannover 96
- 2. Bundesliga

2002